# Alwin Schockemöhle
Alwin Schockemöhle, né le 29 mai 1937 à Meppen, est un cavalier de saut d'obstacles allemand, comme son frère Paul Schockemöhle. La carrière d'Alwin Shockemöhle s'étend de la décennie des années 1960 à celle de 1970. Il remporta sa première médaille d'or olympique en CSO en 1960 par équipe, suivie en 1968 par une médaille de bronze.
Aux Jeux olympiques d'été de 1976, il remporta cette fois l'or en individuel et une médaille d'argent avec l'équipe d'Allemagne dont faisait également partie son frère. Il a été sacré quatre fois champion d'Allemagne, et champion d'Europe en individuel et par équipe la même année, en 1975.

## Palmarès

### Jeux olympiques
- Jeux olympiques d'été de 1960 à Rome (Italie) 
  -  Médaille d'or par équipe avec Fredl
- Jeux olympiques d'été de 1968 à Mexico (Mexique) 
  -  Médaille de bronze par équipe avec Donald Rex
- Jeux olympiques d'été de 1976 à Montréal (Canada) 
  -  Médaille d'argent par équipe avec Warwick Rex
  -  Médaille d'or en individuel avec Warwick Rex

### Championnat d'Europe de saut d'obstacles
- Championnat d'Europe de saut d'obstacles de 1963 à Rome (Italie)
  -  Médaille d'argent en individuel avec Freiherr
  -  Médaille de bronze par équipe avec Fredl
- Championnat d'Europe de saut d'obstacles de 1965 à Aix-la-Chapelle (Allemagne)
  -  Médaille de bronze en individuel avec Freiherr
- Championnat d'Europe de saut d'obstacles de 1967 à Rotterdam (Pays-Bas)
  -  Médaille de bronze en individuel avec Donald Rex et Pesgö
- Championnat d'Europe de saut d'obstacles de 1969 à Hickstead (Grande-Bretagne)
  -  Médaille d'argent en individuel avec Donald Rex et Wimpel
- Championnat d'Europe de saut d'obstacles de 1973 à Hickstead (Grande-Bretagne)
  -  Médaille d'argent en individuel avec Rex the Robber et Weiler
- Championnat d'Europe de saut d'obstacles de 1975 à Munich (Allemagne)
  -  Médaille d'or en individuel avec Donald Rex
  -  Médaille d'or par équipe avec Donald Rex

### Autres résultats majeurs
- 4 fois champion d'Allemagne (1961, 1963, 1967, 1975)
- 3 fois vainqueur du Grand Prix d'Aix-la-Chapelle en Allemagne (1962 avec Freiherr, 1968 avec Donald Rex et 1969 avec Wimpel)
- 3 fois vainqueur du derby de Hambourg en Allemagne (1957, 1969, 1971)